# P/E
P/E är ett ekonomiskt begrepp som exempelvis kan användas i aktieanalys. P/E står för price/earnings, vilket på svenska betyder pris/vinst.
Många använder P/E-talet för att se hur billig eller dyr en aktie är. Fördelen är att man kan jämföra bolag av olika storlek med varandra och att vinsterna ställs i relation till priset. Nackdelar är att företag genom redovisningstekniska justeringar och periodiseringar kan påverka den redovisade vinsten. Att använda P/E-talet är inte att likställa med att göra en värdering. Nyckeltalet kan inte heller användas separat för att jämföra aktier utan fler faktorer måste vägas in.
Om vinsten är hög i förhållande till aktiepriset så bör P/E-talet vara lägre, medan om den är mindre bör P/E-talet vara högre. För företag som inte gör vinst beräknar man inget P/E-tal. Sådana aktier kan ändå ha en kurs om man förväntar att företaget ger vinst i framtiden. Företag med jämn stabil vinst har ofta P/E-tal på 10–15.
P/E räknas fram på följande vis.
{\displaystyle {\frac {P}{E}}={\frac {\textrm {Aktuell~aktiekurs}}{\textrm {Vinst~per~aktie}}}}
P/E-talet säger hur lång tid det tar innan man får tillbaka sin investering, förutsatt att vinsterna förblir oförändrade.
Ett exempel: Om en aktie kostar 50 kr och vinsten per aktie efter skatt är 5 kr så är P/E = 10. Man får genom P/E-tal reda på hur många år det tar/kan ta innan man genom vinsten får tillbaka på sin investering (förutsatt att företaget delar ut allt alternativt återinvesterar det och höjer värdet). Enligt exemplet så "kan" det ta upp till 10 år tills man tjänat vad man investerat.